# Мирзаханова, Аминат
Аминат Мирзаханова (Амина Даги) — российская и австрийская фотомодель, мисс Австрии 2012 года, участница конкурса Мисс мира 2012 года.

## Биография
Родилась в бедной семье. После смерти отца семья в 2003 году переехала в Австрию. При получении паспорта она записалась как Амина Даги, потому что чиновники постоянно ошибались в её имени. Фамилию «Даги» она взяла в память о своей родине. По национальности лачка.
В 2012 году выиграла конкурс «Мисс Австрии». Победу омрачило недовольство местных националистов. Ожидались выступления и радикальных исламистов. Но опасения оказались напрасными. В том же году Даги представляла Австрию на конкурсе Мисс мира.
На конкурсе Мисс Вселенная 2015 удивила зрителей, представ в образе Кончиты Вурст.
Владеет русским, немецким, французским и английским языками.